# 胡戈·赫恩霍夫
胡戈·赫恩霍夫（德語：Hugo Herrnhof，1964年9月21日—），意大利男子短道速度滑冰运动员。他曾代表意大利参加1988年、1992年和1994年冬季奥林匹克运动会短道速度滑冰比赛，其中1994年奥运会获得一枚金牌。